# 江鯤
江鯤（1505年—？），字子鵬，江西饒州府餘干縣人，民籍，明朝政治人物。

## 生平
嘉靖十六年丁酉科江西鄉試第二名舉人。嘉靖十七年（1538年）中式戊戌科會試第二百七十八名，登第三甲第四名進士。官行人司行人。

## 家族
曾祖江廷傑；祖父江澧；父江朝宗，母余氏。慈侍下。